# Wu Qin Xi

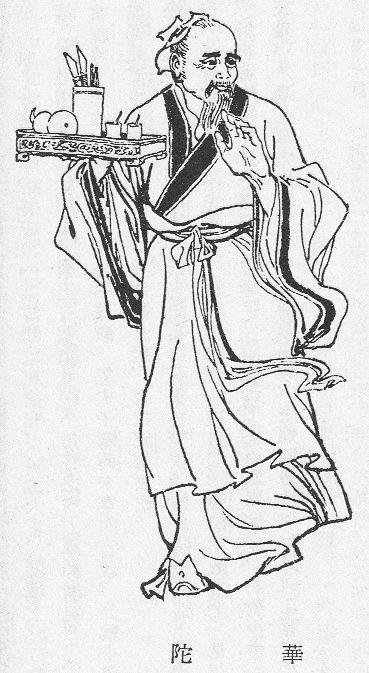
Hua Tuo

Wu Qin Xi, alternativ Wuqinxi (chinesisch 五禽戲 / 五禽戏, Pinyin Wǔqínxì, dt. etwa „die Kunst der fünf Tiere“ oder „das Spiel der fünf Tiere“), ist ein vom chinesischen Arzt Hua Tuo im 2. Jh. (Östliche Han-Dynastie) entwickeltes gymnastisches Bewegungssystem. Es zählt wie Ba Duan Jin („Acht Brokate“) oder Yì Jīn Jīng („Buch der leichten Muskeln“) zu den alten Formen des Qigong und wurde von Fachleuten der Sportuniversität Peking (CHQA) geprüft und standardisiert. Hua Tuo gab das Wu Qin Xi seinerzeit an seinen Schüler Wu Pu weiter, das innerhalb dessen Familie über Generationen hinweg Bestand hatte.
Hua Tuo orientierte sich bei der Entwicklung des Wu Qin Xi an den „ältesten Nachahmungen von Tieren, die die ursprünglichen Kräfte des Menschen darstellen: Dem Bären (symbolisch für Erdverbundenheit), dem Vogel (für die Leichtigkeit), dem Tiger (für die Macht) und der Schlange (für die Geschmeidigkeit)“.
Hua Tuos Übungskonzept ahmt den Tiger (虎 hǔ), den Affen (猴 hóu), den Hirsch (鹿 lù), den Bären (熊 xióng) und den Kranich (鹤 hè) nach und unterscheidet sich damit vom Wu Xing Xi, den „fünf Tiersystemen der Shaolin“, das die Formen des Tigers, des Drachen (龙 lóng), des Leoparden (豹 bào), der Schlange (蛇 shé) und des Kranichs beinhaltet. Das Spiel der fünf Tiere gilt als der Ursprung des Wu Xing Xi.
Die einzelnen Tierstile im Wu Qin Xi werden jedoch nicht als rein körperliche Übungen ausgeführt, sondern Ziel ist es, das Tier und dessen Wesen selbst zu verstehen und dies in den Bewegungen zum Ausdruck zu bringen.
Die Übungen des Spiels der fünf Tiere unterstützen zudem die Funktion der Funktionskreise, von denen fünf dem Yin und fünf dem Yang zugeordnet sind. So ist der Tiger dem Funktionskreis Lunge zugeordnet, der Affe dem Funktionskreis Magen, der Hirsch dem Funktionskreis Leber, der Bär dem Funktionskreis Niere und der Kranich dem Funktionskreis Herz. Wu Qin Xi ist in der Traditionellen chinesischen Medizin (TCM) von Bedeutung, da es das allgemeine Wohlbefinden steigert, Krankheiten vorbeugt und die Gesundheit fördert. Es wird heute unter anderem in der Krebstherapie eingesetzt.